# Herbert Marcuse
Herbert Marcuse (pronunciación en alemán: /maɐ̯ˈkuːzə/; Berlín, 19 de julio de 1898-Starnberg, 29 de julio de 1979) fue un filósofo y sociólogo germano-estadounidense. Es una de las principales figuras de la primera generación de la Escuela de Fráncfort.

## Biografía
Nació el 19 de julio de 1898 en Berlín. Era hijo de Carl Marcuse, un fabricante de productos textiles de origen judío procedente de Pomerania, y de Gertrud Kreslawskyun. Sirvió como soldado en la Primera Guerra Mundial y participó en la revolución alemana de noviembre de 1918. 
Después de completar sus estudios en la Universidad de Friburgo de Brisgovia obteniendo el grado de doctor en 1922, regresó a Berlín donde trabajó en una librería y editorial. En 1924 contrajo matrimonio con Sophie Wertheim. En 1928 volvió a Friburgo para continuar sus estudios de filosofía con Edmund Husserl y Martin Heidegger. Admiraba a Heidegger por su «filosofía concreta», pero al mismo tiempo le criticaba su individualismo y su enfoque ahistórico. Escribió una tesis sobre La ontología de Hegel y la teoría de la historicidad. Su propósito en 1929 era obtener con este tema su habilitación (disertación postdoctoral para obtener el permiso para ejercer la docencia universitaria y postular a una plaza de profesor) en Friburgo, bajo la dirección de Heidegger. El proyecto no prosperó debido a las diferencias de Marcuse con Heidegger, principalmente debidas a que este último mantuvo al principio una opinión positiva del nacionalsocialismo. No obstante, el trabajo inicialmente preparado como disertación se publicó como ensayo en 1932.
En enero de 1933, el mismo mes de la toma del poder por Hitler, Leo Löwenthal (1900-1993) puso en contacto a Marcuse con Max Horkheimer y sus colaboradores del Instituto de Investigación Social, entre los que se encontraban Theodor W. Adorno y Erich Fromm. Debido a las dificultades para continuar con el proyecto bajo el régimen nazi por su condición de judío, Marcuse emigró a Suiza y ese año dirigió en Ginebra la sucursal del Instituto, que agrupaba a quienes habían emigrado desde Fráncfort del Meno. Continuó rumbo a París, ya convertido en un destacado teórico de la Escuela de Fráncfort.
En 1934 se trasladó a los Estados Unidos y continuó trabajando en Nueva York, en la Universidad de Columbia, que había puesto a disposición una nueva sede para el Instituto de Investigación Social. Obtuvo la ciudadanía estadounidense en 1940. Durante la Segunda Guerra Mundial trabajó para la Oficina de Servicios Estratégicos de los Estados Unidos (US Office of Strategic Services), precursora de la CIA, analizando informes de estrategia sobre Alemania (1942, 1945, 1951).
En 1952 inició una carrera docente como filósofo político, primero en la Universidad de Columbia y en Harvard, luego en la Universidad Brandeis desde 1958 hasta 1965, cuando fue profesor de filosofía y política, y finalmente (ya jubilado), en la Universidad de California, San Diego. Trabajando como profesor en esta universidad participó activamente en los debates sociopolíticos de las décadas de 1950 y 1960, en los que alcanzó tal notoriedad que se llegó a hablar de «las 3M»: Marx, Mao y Marcuse. Fue amigo y colaborador del sociólogo e historiador Barrington Moore Jr. y del filósofo político Robert Paul Wolff. Con posterioridad a  la guerra, fue el miembro más políticamente explícito e izquierdista de la Escuela de Fráncfort, debido a su dedicación a aplicar políticas de emancipación, como la liberación de la mujer o las ideologías juveniles a la primera Teoría Crítica. Empieza a ser consciente de las principales limitaciones prácticas de la primera escuela de Fráncfort, y de la necesidad de perfilar las tesis sobre cultura y sociedad, identificándose a sí mismo como marxista, socialista y hegeliano. Fue además un referente teórico para los movimientos juveniles de protesta, como el movimiento hippie.
Murió después de haber sufrido un ataque cerebrovascular durante una visita a Alemania. El teórico Jürgen Habermas, de la segunda generación de la Escuela de Fráncfort, cuidó de él durante sus últimos días.

## Pensamiento
Las críticas de Marcuse a la sociedad capitalista (especialmente en su síntesis de Marx y Freud, Eros y civilización, publicado en 1955, y su libro El hombre unidimensional, publicado en 1964) resonaron con las preocupaciones del movimiento izquierdista estudiantil de la década de 1960. Debido a su apertura a hablar en las protestas estudiantiles, Marcuse pronto vino a ser conocido como «El padre de la Nueva Izquierda» (término que él rechazaba).
La crítica fundamental que realiza Marcuse a la sociedad moderna, desarrollada en El hombre unidimensional, es que el sujeto unidimensional es víctima de su propia impotencia y de la opresión continua de un método de dominación más complicado de lo que Adorno y Horkheimer imaginaron. Esta es la concepción del poder por la que Marcuse se considera como puente entre la primera y la segunda generación de la escuela de Fráncfort.  Este hecho se contrasta fundamentalmente con el capitalismo temprano, en que el movimiento proletario era una fuerza con el potencial efectivo de derribar al régimen. El capitalismo avanzado que describe Marcuse, en cambio, ha generado a través de los estados de bienestar una mejora en el nivel de vida de los obreros, que es insignificante a nivel real, pero contundente en sus efectos: el movimiento proletario ha desaparecido, y aún los movimientos antisistémicos más emblemáticos han sido asimilados por la sociedad y orientados a operar para los fines que la sociedad coactiva reconoce como válidos.
El motivo de esta asimilación, según Marcuse, consiste en que el contenido mismo de la conciencia humana ha sido fetichizado (en términos marxistas) y que las necesidades mismas que el hombre inmerso en esta sociedad reconoce, son necesidades ficticias, producidas por la sociedad industrial moderna, y orientadas a los fines del modelo. En este contexto, Marcuse distingue entre las necesidades reales (las que provienen de la naturaleza misma del hombre) y las necesidades ficticias (aquellas que provienen de la conciencia alienada, y son producidas por la sociedad industrial). La distinción entre ambos tipos de necesidades solo puede ser juzgada por el mismo hombre, puesto que sus necesidades reales solo él las conoce en su fuero más íntimo; sin embargo, como la misma conciencia está alienada, el hombre ya no puede realizar la distinción.
La principal necesidad real que Marcuse descubre es la libertad, entendida como el instinto libidinal no sublimado (en términos freudianos). Para Marcuse, lo que la sociedad industrial moderna ha hecho con el instinto libidinal del hombre es desublimarlo, y reducirlo al exclusivo ámbito de la genitalidad, cuando en realidad el cuerpo mismo del hombre es solo ansia de libertad. La desublimación del instinto libidinal y su encasillamiento en su genitalidad permiten a la sociedad industrial moderna disponer del resto del cuerpo humano para la producción capitalista, así como de todas las energías de los hombres.
Lo que Marcuse quería destacar era una culturalización de la teoría de la felicidad de Freud: principio de realidad y principio de placer no tienen por qué ser opuestos si se consigue revelar las causas de la infelicidad. Marcuse se opone a lo abstracto del pensamiento racionalista cartesiano, que entiende al individuo como sujeto ideal, descartando el valor de lo corporal y de lo erótico.Y precisamente estos dos factores son imprescindibles para analizar el paso del ser al deber ser en lo cotidiano del ser humano. Esto coloca a Marcuse en una posición de vitalismo integral, entendiéndolo como una actitud de liberación tanto individual como colectiva, sacar a la luz lo más alejado de las convenciones, entendido por Freud como el ello.
Para Marcuse, la instancia fundamental de formación de la conciencia humana está en la niñez, tal como se vive en el interior de la familia. En esta etapa, el hombre que se está formando adquiere sus categorías normativas y todo su marco de referencia para enfrentar el mundo. Lo que la sociedad industrial moderna ha trasmutado es precisamente ese ámbito familiar, en que la sociedad misma alienante se ha introducido a través de los medios de comunicación de masas, reemplazando a la familia, y formando a los hombres con categorías que no salen de él mismo, sino del capitalismo. Las necesidades del hombre, así como sus anhelos, sueños y valores, todo ha sido producido por la sociedad, y de esa manera se ha asimilado cualquier forma de oposición o movimiento antisistémico.
En este punto está la principal diferencia entre la forma de alienación que describe Marx y la que describe Marcuse. Mientras en Marx la alienación está focalizada en el ámbito de la producción material, donde al hombre se le arrebata el valor producido con su trabajo (y por tanto su condición humana), en Marcuse la alienación está enfocada en la conciencia misma del hombre moderno, y por tanto no hay forma alguna de escapar a la coacción.
A pesar de identificar en el hombre una forma de sumisión mucho más desarrollada y difícil de penetrar, Marcuse remarca los valores de la vanguardia en el arte cuando habla de Bertolt Brecht o dice, por ejemplo: "La lucha por hallar este medio, o más bien dicho, la lucha contra su absorción en la unidimensionalidad predominante, se muestra en los esfuerzos de la vanguardia por crear un distanciamiento que haría la verdad artística comunicable otra vez" (Herbert Marcuse, El hombre unidimensional, pág. 96). Este distanciamiento que pretende realizar Marcuse, está marcado por la intencionalidad de alejar al ser humano del dominio que está impuesto en toda la sociedad. Y pretende reorientar el rumbo de la cultura hacia el arte, hacia lo estético.

## Objetivos
Marcuse muestra un análisis muy profundo y duro en cuanto a los procesos de cambio, a pesar de eso él reconoce «la posibilidad de alternativas» y los diferentes caminos y sobre todo la tarea de la filosofía en este aspecto. Una nota al pie muy curiosa de su libro El hombre unidimensional dice: “«Todavía existe el legendario héroe revolucionario que puede derrotar incluso a la televisión y a la prensa: su mundo es el de los países ‘subdesarrollados’» (Herbert Marcuse, El hombre unidimensional, pág. 101, nota 14).
Pero la pretensión de hacer posible el distanciamiento a través del arte para evitar la dominación, muestra claramente un problema que impide utilizarlo como medio de evasión. Según Marcuse, el arte es capaz de sacarnos de la vida diaria, nos hace ver la realidad de otra forma porque nos coloca en otra posición. Sin embargo, el arte está distanciado, pero no separado de la realidad porque está mercantilizado, por lo tanto, no se puede utilizar como medio de evasión porque está bajo el control de la clase dominante, como el resto de los ámbitos de la sociedad.
En diferentes pasajes se evidencia su idealismo que luego se traduce a su militancia política. Esta contradicción es reconocida por Marcuse, quien vivió en una eterna disputa teórica acerca de la interrogante fundamental de si la sociedad tenía la posibilidad o no de cambiar desde adentro y por tanto de trascender el statu quo. Está clara la existencia de esperanza en su pensamiento, aunque el análisis de la realidad y los acontecimientos se contrapongan a este tema. Para ilustrar esta contradicción, en sus conclusiones sobre el «hombre unidimensional» Marcuse cita al final una frase de Walter Benjamin que dice lo siguiente: «Sólo gracias a aquellos sin esperanza nos es dada la esperanza» (Herbert Marcuse, El hombre unidimensional, pág. 286).

### Problema psicológico, problema político
En la era presente, se han invalidado las fronteras entre la psicología por un lado y la filosofía social y política por el otro, gracias a la condición actual del hombre. Por eso en Eros y civilización hace uso de categorías psicológicas, ya que antes los procesos psíquicos, antiguamente autónomos e identificables ahora están siendo absorbidos por la función del individuo en el estado, por su existencia pública. «Por lo mismo los problemas psicológicos se transforman en problemas políticos»: el desorden privado refleja más directamente que antes el desorden de la totalidad, y la curación del desorden personal depende más directamente que antes de la curación del desorden general.
La psicología puede ser elaborada y practicada entonces como una disciplina especial tan solo en tanto la psique pueda mantenerse a sí misma contra el poder público, en tanto la vida sea realmente deseada y construida por sí misma, y afirma Marcuse, que si el individuo no tiene ni la habilidad ni la posibilidad de ser para sí mismo, los términos de la psicología llegan a ser los términos de las fuerzas sociales que definen la psique.

## Obra

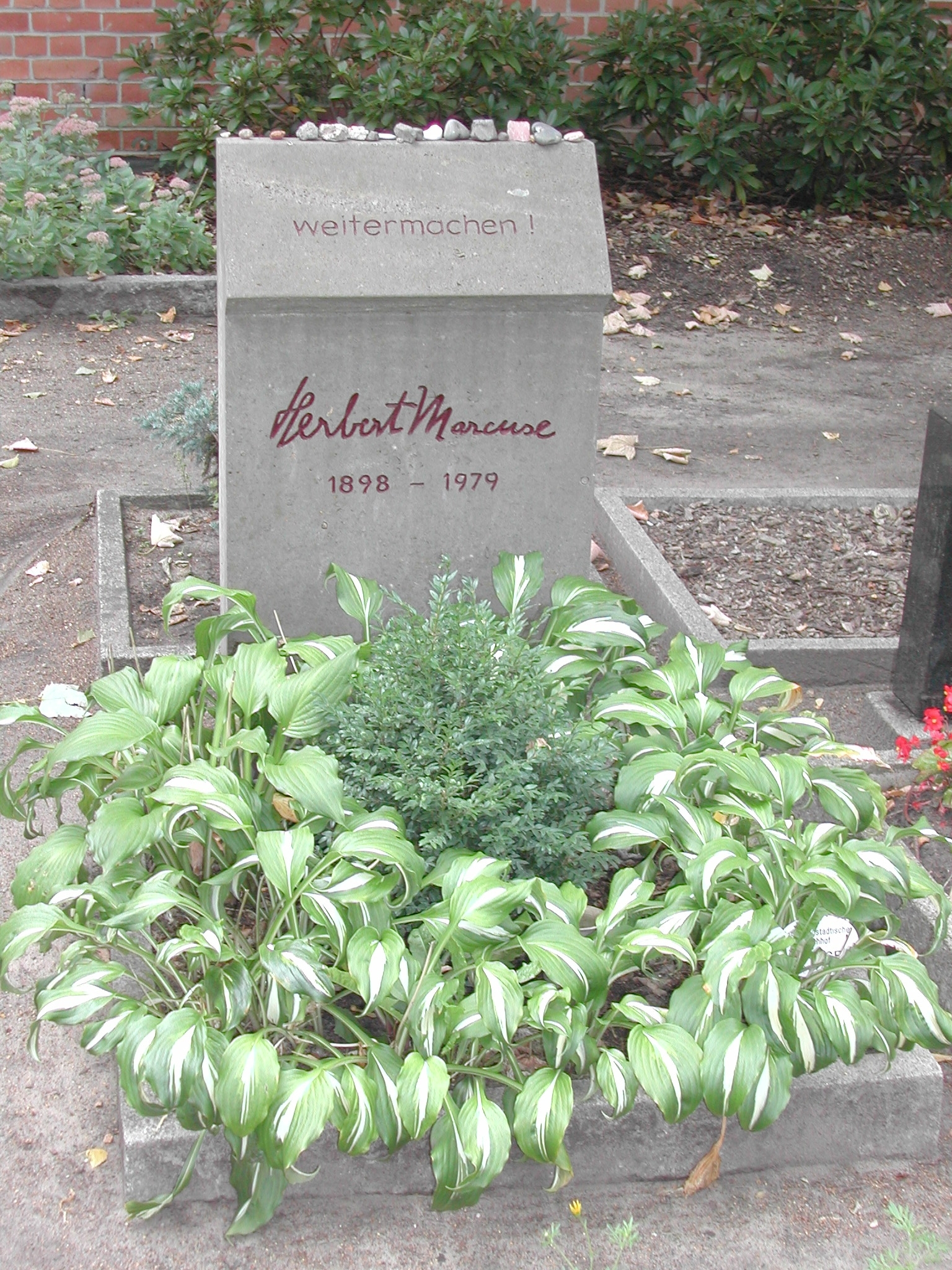
Tumba de Herbert Marcuse

Libros de Herbert Marcuse en español
- Transvaloración de los Valores y Transformación Social Radical (2021) (Pennsylvania: International Herbert Marcuse Society. Trad. Sergio Bedoya)
- Conferencias de París en la Universidad de Vincennes1974 (2021) (Pennsylvania: International Herbert Marcuse Society. Trad. Sergio Bedoya)
- Revolución cultural (2021) (Medellín: ennegativo ediciones. Trad. Leandro Sánchez Marín)
- Lecciones de París (2021) (Medellín: ennegativo ediciones. Trad. Leandro Sánchez Marín)
- Escritos sobre ecología y política (2021) (Medellín: ennegativo ediciones. Trad. Leandro Sánchez Marín)
- Escritos sobre educación y filosofía (2020) (Medellín: ennegativo ediciones. Trad. Leandro Sánchez Marín)
- Escritos sobre ciencia y tecnología (2020) (Medellín: ennegativo ediciones. Trad. Leandro Sánchez Marín)
- Escritos sobre feminismo y filosofía (2019) (Medellín: ennegativo ediciones. Trad. Leandro Sánchez Marín)
- Escritos sobre dialéctica y marxismo (2019) (Medellín: ennegativo ediciones. Trad. Leandro Sánchez Marín et al)
- Entre fenomenología y marxismo. Escritos filosóficos 1928-1933 (2019) (Medellín: Universidad de Antioquia. Trad. José Manuel Romero)
- Sobre Marx y Heidegger. Escritos filosóficos 1932-1933 (2016) (Madrid: Editorial Biblioteca Nueva. Trad. José Manuel Romero)
- Entre hermenéutica y teoría crítica. Artículos 1929-1931 (2011) (Barcedlona: Herder Editorial. Trad. José Manuel Romero)
- La sociedad carnívora (2011) (Buenos Aires: Ediciones Godot. Trad. Miguel Grinberg)
- El carácter afirmativo de la cultura (2011) (Buenos Aires: El cuenco de plata. Trad. Claudia Kozak)
- Herbert Marcuse y los orígenes de la teoría crítica (2010) (Madrid: Plaza y Valdés Editores. Trad. José Manuel Romero)
- La tolerancia represiva y otros ensayos (2010) (Madrid: Los Libros de la Catarata. Trad. Justo Pérez et al)
- La dimensión estética. Crítica de la ortodoxia marxista (2007) (Madrid: Editorial Biblioteca Nueva. Trad. José-Francisco Yvars)
- Guerra, tecnología y fascismo. Textos Inéditos. (2001) (Medellín: Universidad de Antioquia. UNESP)
- Calas en nuestro tiempo (1983) (Barcelona: Icaria Editorial. Trad. Pedro Madrigal)
- Los hombres detrás de las ideas [con otros autores] (1982) (México: Fondo de Cultura Económica. Trad. José Robles)
- Conversaciones con Marcuse (1980) (Madrid: Editorial Gedisa. Trad. Gustau Muñoz)
- Crítica de la tolerancia pura [con otros autores] (1977) (Madrid: Editora Nacional. Trad. Jesús Tobio)
- A la búsqueda del sentido [con otros autores] (1976) (Salamanca: Ediciones Sígueme. Trad. Adela Grego de Jiménez y Ambrosio López)
- Contrarrevolución y revuelta (1973) (México: Editorial Joaquín Mortíz. Trad. Antonio González)
- El odio en el mundo actual [con otros autores] (1973) (Madrid: Alianza Editorial. Trad. Federico Latorre)
- Ensayos sobre el apocalipsis [con otros autores] (1973) (Barcelona: Editorial Kairós. Trad. María Dolores de la Fe)
- Fascismo y capitalismo: teorias sobre los origenes sociales y la funcion del fascismo [con otros autores] (1972) (Barcelona: Ediciones Martínez Roca)
- Razón y revolución  (1971) (Madrid: Alianza Editorial. Trad. Julieta Fombona de Sucre)
- El marxismo soviético (1971) (Madrid: Alianza Editorial. Trad. Juan de la Vega)
- La agresividad en la sociedad contemporánea (1971) (Montevideo: Editorial Alfa. Trad. Willy Kemp)
- La agresividad en la sociedad industrial avanzada (1971) (Madrid: Alianza Editorial. Trad. Juan Saenz-Díez)
- Para una teoría crítica de la sociedad (1971) (Caracas: Editorial Tiempo Nuevo. Trad. Claudine Lemoine de Francia)
- La vejez del psicoanálisis (1971) (Buenos Aires: Proceso Ediciones. Trad. Mario Schijman y Liliane Isler)
- Ontología de Hegel y teoría de la historicidad (1970) (Barcelona: Ediciones Martínez Roca. Trad. Manuel Sacristán)
- Discusión con los marxistas (1970) (Buenos Aires: Proceso Ediciones. Trad. Lina Mari y Bernabé Vargas)
- Ética de la Revolución (1970) (Madrid: Taurus Ediciones. Trad. Aurelio Álvarez)
- La sociedad opresora (1970) (Caracas: Editorial Tiempo Nuevo. Trad. Italo Manzi)
- Ensayos sobre política y cultura (1970) (Barcelona: Editorial Ariel. Trad. Juan-Ramón Capella)
- Marcuse ante sus críticos [con otros autores] (1970) (México: Editorial Grijalbo. Trad. Adolfo Sánchez)
- La sociedad industrial y el marxismo (1969) (Buenos Aires: Editorial Quintaria. Trad. Alberto Massolo)
- Un ensayo sobre la liberación (1969) (México: Editorial Joaquín Mortíz. Trad. Juan García Ponce)
- Cultura y sociedad (1969) (Buenos Aires: Editorial Sur. Trad. Eduardo Garzón y Eugenio Bulygin)
- Psicoanálisis y política (1969) (Barcelona: Ediciones Península. Trad. Ulises Moulines)
- La sociedad industrial contemporánea [con otros autores] (1968) (México: Siglo XXI Editores. Trad. Margarita Suzan y Julieta Campos)
- Marcuse polémico [con otros autores] (1968) (Buenos Aires: Editorial Jorge Álvarez. Trad. Liliane Isler)
- El final de la utopía (1968) (Barcelona: Editorial Ariel. Trad. Manuel Sacristán)
- El hombre unidimensional (1968) (México: Editorial Joaquín Mortíz. Trad. Juan García Ponce / Barcelona: Editorial Ariel. Trad. Antonio Elorza / Madrid: Editorial Irrecuperables, 2024)
- Eros y civilización (1965) (México: Editorial Joaquín Mortíz. Trad. Juan García Ponce)

Algunos libros sobre Herbert Marcuse en español
- José Catellet (1969) Lectura de Marcuse. Barcelona: Editorial Seix Barral
- François Perroux (1969) Perroux interroga a Marcuse. Barcelona: Nova Terra
- Antonio Escohotado (1969) Marcuse: utopía y razón. Madrid: Alianza Editorial
- Jürgen Habermas et al (1969) Respuestas a Marcuse. Barcelona: Editorial Anagrama
- Jean-Michel Palmier (1970) Introducción a Marcuse. Buenos Aires: Ediciones de la Flor
- Hugo Mansilla (1970) Introducción a la teoría crítica de la sociedad. Barcelona: Editorial Seix Barral
- Miguel Lombardi (1970) Herbert Marcuse o la filosofía de la negación total. Buenos Aires: Ediciones Sílaba
- Paul Robinson (1971) La izquierda freudiana. Reich. Roheim. Marcuse. Buenos Aires: Granica Editor
- Juan Lara (1972) La ética en el pensamiento de Herbert Marcuse. Valencia: Universidad de Valencia
- Pierre Masset (1972) El pensamiento de Marcuse. Buenos Aires: Amorrortu Editores
- André Vergez (1973) Marcuse. Buenos Aires: Ediciones Paidós
- José Carandell (1973) La protesta juvenil. Barcelona: Salvat Editores
- Paul Mattick (1974) Crítica de Marcuse. El hombre unidimensional en la sociedad de clases. México: Editorial Grijalbo
- Tito Perlini (1976) Marcuse. Madrid: Editorial Doncel
- Tito Perlini (1976) La Escuela de Francfort: historia del pensamiento negativo. Caracas: Monte Ávila Editores
- Carlo Sigismondi (1977) Marcuse y la sociedad opulenta. Barcelona: Plaza y Janés
- Morton Schoolman (1978) Ensayo sobre la obra de Herbert Marcuse. Barcelona: Plaza y Janés
- José Jiménez (1983) La estética como utopía antropológica: Bloch y Marcuse. Madrid: Editorial Tecnos
- José Taberner & Catalina Rojas (1985) Marcuse, Fromm, Reich: el freudomarxismo. Buenos Aires: Editorial Cincel
- María Carmen López (1998) Herbert Marcuse (1898-1979). Madrid: Ediciones del Orto
- Richard Wolin (2003) Los hijos de Heidegger: Hannah Arendt, Karl Löwith, Hans Jonas y Herbert Marcuse. Madrid: Ediciones Cátedra
- Damián Pachón (2008) La civilización unidimensional. Actualidad del pensamiento de Herbert Marcuse. Bogotá: Ediciones Desde Abajo
- Stefan Gandler (2009) Fragmentos de Frankfurt. Ensayos sobre la teoría crítica. México: Siglo XXI Editores.
- Romina Conti (Ed.) (2011) Teoria social y praxis emancipatoria: Herbert Marcuse a 70 años de Razón y revolución. Buenos Aires: Herramienta Ediciones